# Viktoria Žižkov
Fotbalový Klub Viktoria Žižkov – czeski klub piłkarski z Pragi. Założony w 1903 roku – jest jednym z najstarszych w kraju. Obecnie występuje w drugiej lidze czeskiej.

## Historia

### Chronologia nazw
- 1903: Sportovní kroužek (SK) Viktoria Žižkov
- 1904: Sportovní klub (SK) Viktoria Žižkov
- 1950: Jednotná tělovýchovná organizace (JTO) Sokol Viktoria Žižkov
- 1951: Jednotná tělovýchovná organizace (JTO) Sokol Československá státní automobilová doprava (ČSAD) Žižkov
- 1952: Tělovýchovná jednota (TJ) Slavoj Žižkov
- 1965: Tělovýchovná jednota (TJ) Viktoria Žižkov
- 1973: Tělovýchovná jednota (TJ) Viktoria Žižkov Strojimport
- 1982: Tělovýchovná jednota (TJ) Viktoria Žižkov Pražská Stavební Obnova (PSO)
- 1992: Fotbalový klub (FK) Viktoria Žižkov

## Sukcesy
- Mistrzostwo Czechosłowacji: 1928
- Wicemistrz Czechosłowacji: 1929
- III miejsce: 1925, 1926, 1930
- Wicemistrz Czeskiego Związku/Mistrovstvi CSF: 1917
- III miejsce: 1912, 1913
- Wicemistrz Czechosłowackiego Związku/Mistrovstvi ST: 1924
- III miejsce w Mistrzostwach Czech Środkowych: 1920
- Puchar Czech: 1994, 2001
- Puchar Dobroczynności: 1913, 1914, 1916
- Puchar Czech Środkowych: 1921, 1929, 1933

## Europejskie puchary
Legenda do wszystkich tabel:
- Q – runda eliminacyjna, 1/16, 1/8, 1/4, 1/2 – odpowiednia faza rozgrywek, Grupa – runda grupowa, 1r gr – pierwsza runda grupowa, 2r gr – druga runda grupowa, F – finał, R – runda, PO – play-off
- k. – rzuty karne, los. – losowanie, Dogr. – dogrywka, w. – zasada bramek strzelonych na wyjeździe

| Sezon   | Rozgrywki                 | Runda | Klub            | Dom | Wyjazd | Ogólnie        |
| ------- | ------------------------- | ----- | --------------- | --- | ------ | -------------- |
| 1994/95 | Puchar Zdobywców Pucharów | Q     | IFK Norrköping  | 1–0 | 3–3    | 4–3            |
| 1994/95 | Puchar Zdobywców Pucharów | 1R    | Chelsea         | 0–0 | 2–4    | 2–4            |
| 2001/02 | Puchar UEFA               | 1R    | Tirol Innsbruck | 0–0 | 0–1    | 0–1            |
| 2002/03 | Puchar UEFA               | Q     | FC Domagnano    | 3–0 | 2–0    | 5–0            |
| 2002/03 | Puchar UEFA               | 1R    | Rangers         | 2–0 | 1–3    | 3–3, Dogr., w. |
| 2002/03 | Puchar UEFA               | 2R    | Real Betis      | 0–1 | 0–3    | 0–4            |
| 2003/04 | Puchar UEFA               | Q     | Żenis Astana    | 3–0 | 3–1    | 6–1            |
| 2003/04 | Puchar UEFA               | 1R    | Brøndby IF      | 0–1 | 0–1    | 0–2            |

## Kadra na sezon 2010/2011
| Nr | Poz. | Piłkarz           |
| -- | ---- | ----------------- |
| 1  | BR   | Tomáš Vaclík      |
| 2  | NA   | Václav Laušman    |
| 4  | PO   | Jan Novotný       |
| 5  | PO   | Igor Sukeník      |
| 6  | PO   | Jiří Rabinák      |
| 7  | OB   | Jakub Brabec      |
| 8  | PO   | Michal Houžvička  |
| 9  | NA   | Jan Kadlec        |
| 10 | NA   | Richard Kalod     |
| 11 | PO   | Tomáš Procházka   |
| 12 | PO   | Pavel Čermák      |
| 13 | NA   | Miroslav Markovič |
| 14 | OB   | Tomás Kučera      |
| 15 | NA   | Jan Bořil         |

| Nr | Poz. | Piłkarz            |
| -- | ---- | ------------------ |
| 16 | OB   | Lukáš Bodeček      |
| 17 | PO   | Zdeněk Folprecht   |
| 18 | OB   | Marcel Šťastný     |
| 19 | OB   | Maroš Klimpl       |
| 20 | PO   | Michal Kropík      |
| 21 | OB   | Jakub Heidenreich  |
| 22 | OB   | Adam Mójta         |
| 23 | BR   | Štěpán Kolář       |
| 24 | OB   | Stanislav Hřebeček |
| 27 | NA   | Petr Mikolanda     |
| 28 | OB   | Jan Zawada         |
| -- | NA   | Jiří Mašek         |
| -- | BR   | Martin Svoboda     |
| -- | OB   | Mateusz Słodowy    |